# چهل رز
چهل رز روستایی در دهستان باقرآباد بخش مرکزی شهرستان محلات استان مرکزی ایران است. 
تلفن همراه در این روستا آنتن ندارد.

## جمعیت
بر پایه سرشماری عمومی نفوس و مسکن در سال ۱۳۹۵ جمعیت این روستا ۸۰ نفر (۲۶خانوار) بوده‌است.